# Pedro Venturo Zapata
Pedro Manuel Venturo Zapata (Lima, 18 de febrero de 1896 - ibídem, 12 de diciembre de 1952) fue un ingeniero agrónomo peruano. Ministro de Agricultura durante el gobierno de José Luis Bustamante y Rivero (1947-1948).

## Biografía
Fue hijo de Pedro Venturo Toledo y Elia Zapata; hermano mayor de Rodolfo Venturo Zapata (alcalde de Santiago de Surco 1964-1966), padre de Pedro Venturo Markoch y abuelo de Pedro Venturo Lañas. 
Realizó sus estudios primarios y secundarios en el Colegio de La Recoleta de Lima. Ingresó a la Escuela Nacional de Agricultura y Veterinaria en 1912, terminando sus estudios en 1917. De inmediato fue nombrado ayudante del Instituto Nacional de Microbiología, trabajo que retuvo durante la preparación de su tesis sobre «La tuberculosis del ganado en el Perú».
A los 21 años fue elegido miembro del Concejo Municipal de Barranco, en la elección popular del año 1918, Municipalidad que presidió Pedro de Osma y Pardo.
Desde su época de estudiante prestó su colaboración en la Hacienda Higuereta, de la Negociación Vinícola Pedro Venturo S.A., dirigiéndola luego personalmente y actuando como consultor técnico desde 1943.
Fue presidente de la Asociación Peruana de Ingenieros Agrónomos, miembro de la Junta Departamental Pro-Desocupados, miembro del Concejo Municipal de Miraflores, y miembro de la directiva de la Asociación de Ganaderos del Perú, en dos ocasiones. Perteneció al Cuerpo Técnico de Tasaciones, al Consejo Superior de Agricultura, a la Junta Nacional de Alimentación del Perú. Fue Vicepresidente del Rotary Club de Lima y estuvo vinculado a distintas Sociedades Agrícolas, Ganaderas e Industriales.
Fue miembro del Comité Vitivinícola de la Sociedad Nacional Agraria y organizador de la Misión Consultiva, en el año 1930, para estudio de la ley de bebidas alcohólicas y fomento de la viticultura nacional.
Organizó la primera Fiesta de la Vendimia en el Perú, presidiendo el Comité Organizador en el año de 1937 en el distrito de Santiago de Surco.
Fue socio honorario de distintas organizaciones obreras.
En la Hacienda Higuereta, mejoró las condiciones de vida y planeó la Asistencia Social, de acuerdo a las tendencias modernas, construyendo casas para obreros y empleados; dotando a la negociación de campos deportivos, local para espectáculos cinematográficos, colegio de primaria, Capilla Católica y alentó a la formación de Clubs curadores de aves y cooperativas de consumo, organismos que funcionan con todo éxito, proporcionando a la población de la Hacienda comestibles abundantes y a precios de excepción y elementos de deporte y sano esparcimiento. Una parte de la hacienda fue urbanizada hacia la década de 1960 y otra en la década de los años 70, ocupa las actuales urbanizaciones de Higuereta, Chama, Leuro, La Calera, San Antonio y La Aurora.
Realizó viajes de estudio por todo el territorio nacional, abarcando las diversas zonas de costa, sierra y montaña. Presidió la Cuarta Convención Agronómica que se efectuó en Tingo María el año 1945.
Su afán de perfeccionamiento en su ramo lo llevó a hacer diversos viajes al extranjero, recorriendo entre otros países: Estados Unidos, Canadá, Suiza, Argentina, Brasil, Bolivia y Uruguay.
Hizo trabajos de selección en la vid, adaptando en el Perú valiosas variedades. Escribió artículos relacionados con el progreso de la agricultura y ganadería. También dictó conferencias sobre temas importantes relacionados con la actividad agrícola.
Se ocupó del problema del agua potable de Lima y del aprovechamiento de los desperdicios urbanos y de las aguas negras, señalando la forma de transformarlas en útiles abonos.
Entre 1947 y 1948 fue ministro de Agricultura, durante la presidencia constitucional de José Luis Bustamante y Rivero.
Profundamente interesado en los progresos de la técnica agrícola, se dedicó en los últimos años a realizar experimentos de gran interés para la agricultura, habiendo aplicado al respecto ideas audaces  y originales.
Dirigió sus afanes sobre todo, a hacer experimentos sobre la posibilidad de cultivar las arenas de playa, logrando, contra la opinión prevaleciente, un éxito imprevisto, tanto desde el punto de vista del cultivo en sí mismo, como desde el punto de vista económico.
Estas actividades contribuyeron a que se le invitara especialmente al Sexto Congreso Mundial de Tierras de Pasto organizado por Estados Unidos en agosto de 1952. El ingeniero Venturo, único peruano invitado al Congreso, tuvo un gran éxito en la presentación de su ponencia, que fue considerada como revolucionaria, en el campo de la agricultura y de extraordinario porvenir para la industria.
Falleció en la Clínica Italiana el 12 de diciembre de 1952 en el distrito de San Isidro, a causa de un coma hepático.

## Homenajes
En 1965 la Escuela que formaba parte de la propiedad Hacienda Higuereta en Surco, cambió su nombre por el de Colegio Pedro Venturo (que aún sigue en funciones). 
En 1975 una avenida principal del distrito de Surco fue bautizada con su nombre.